# Figli della rivoluzione
Figli della rivoluzione (Children of the Revolution) è un film australiano del 1996 diretto da Peter Duncan.

## Trama
Il film racconta, alternando materiale d'archivio con le immagini, anche anticate, del film, la vicenda di Joan, giovane idealista comunista di nazionalità australiana, invitata al Cremlino da Stalin in persona e da cui, dopo una notte burrascosa in cui alla fine l'uomo muore con grande felicità dei delfini Chruščëv e Beria, rimane incinta di un bambino. Tornata in patria, per celare la vera paternità del figlio, decide di sposare il suo amico Welch, da sempre innamorato di lei.
Joan cresce il figlio aiutata da Welch e dall'ambiguo "Nine", un agente dei servizi segreti russi, anche lui innamorato di Joan e che crede di essere il padre di Joe. Il figlio seguirà inizialmente le orme della madre, partecipando sempre a manifestazioni e marce pacifiche, ma alla fine il temperamento forte ereditato dal padre, complici due baffoni, finirà per portare il ragazzo a diventare un trascinatore di folle, con conseguenze drammatiche sulla vita di sua madre.